# كريستوفر فيرارا
كريستوفر فيرارا (بالإنجليزية: Christopher Ferrara) هو صحفي الرأي أمريكي، ولد في 6 يناير 1952 في نيويورك في الولايات المتحدة.